# Star Trek: Short Treks
Star Trek: Short Treks es una serie estadounidense creada para CBS All Access por Bryan Fuller y Alex Kurtzman. Es un spin-off de la serie Star Trek: Discovery, consiste de una serie de cortos usando personajes de la serie derivada y del universo existente de Star Trek. Los cortos tienen una duración de 8 a 19 minutos.
Después de firmar el acuerdo para expandir la franquicia en televisión, Kurtzman anunció Short Treks como el primero de esos proyectos en julio de 2018. Los primeros cuatro episodios salieron al aire del 4 de octubre de 2018 al 3 de enero de 2019 entre la primera y segunda temporada de Star Trek: Discovery. Los cortos fueron producidos mayoritariamente por el elenco y equipo de Discovery, incluyendo al compositor Jeff Russo quién es el autor del nuevo tema principal de las series. La filmación tuvo lugar en el set de Discovery en Toronto, Canadá.
En junio del 2019, el mismo Kurtzman anunció la producción de un total de 6 nuevos episodios de la segunda temporada antes de la presentación de la tercera temporada de Discovery incluyendo los dos nuevos episodios en formato de animación anunciados en enero del mismo año.